# 因幡堂 (狂言)
因幡堂（いなばどう）は狂言の演目。
聟女狂言に分類され、新しい妻の正体が実は離縁した元の妻と気づかずに悪妻ぶりを並べ立てる夫と、正体を明かした妻に詰め寄られる夫の狼狽する様が見どころ。

## 登場人物
- シテ：夫
- アド：妻

## あらすじ
大酒呑みで家事もせず、時に自分をいびる悪妻が親元に行ったのを見計らって離縁状を送りつけた夫。自由の身になったものの一人暮らしはやはり不便だと、新しい妻を娶るために夜通し祈願をすべく因幡堂を訪れる。それを知り烈火のごとく怒って因幡堂にやって来た妻は仏前で祈願の最中に眠っている夫を見つけ、その枕元で「西門に立っている女を妻にするように」と囁いた。それを夢のお告げと思い込んだ男は、西門に立っていた被衣を被った女を新しい妻とするため自宅へ連れてゆき婚礼の盃を交わすが、この女もまた大酒呑みで盃を返そうとしない。女の被衣を取るとその女は離縁した筈の妻であった・・・